# LOGOS
LOGOS est un jeu de rôle français coédité par Argyx Games et Les XII Singes. Sa parution date d'octobre 2021.
LOGOS est un jeu de rôle dans lequel les participants incarnent des Verbemages, des magiciens exerçant leur art par la parole. LOGOS utilise un système original de gestion de la magie à l’aide de cartes à jouer. Les Verbemages évoluent dans le Magiverse, un omnivers dont le langage est le « code-source ». Il contient une infinité de mondes, dont la Terre, traversés par les mystères du Logos, principe du Verbe et de la magie.

## Concept
LOGOS est né au début des années 2000 autour d'un concept de jeu à base de cartes à jouer développé par Manuel Rabaté. Le projet a été relancé par Mathias Daval, Boris Sirbey et Cyril Blin en 2018, avant un financement participatif sur GameOn Tabletop en décembre 2020.
LOGOS part du postulat que le réel peut être altéré par les Verbemages en utilisant le langage. Comme dans Château Falkenstein, leurs caractéristiques magiques sont représentées par 4 cartes de couleurs différentes (Carreau, Pique, Cœur, Trèfle). Chaque joueur utilise des cartes pour construire des sorts, qui sont composés de Magimots (des cartes sur lesquelles des mots ont été inscrits avant le début de la partie) et de Magiliens, des mots de liaison.
La valeur et la couleur des cartes choisies pour y placer les mots sont un paramètre du jeu :
- Carreau détermine le Registre, c'est-à-dire la main de cartes disponibles. C'est également la santé du personnage.
- Pique est le Souffle : le nombre maximal de mots dans une Magiphrase.
- Cœur est le Lexique : le nombre maximal de Magimots accessibles, ainsi que la Récupération magique.
- Trèfle reflète l'Initiative et la Chance du personnage.

Quand un joueur veut lancer un sort, il doit le formuler sous la forme d’une Magiphrase constituée de cartes et énoncée à voix haute. Chaque mot de cette phrase est représenté par une carte choisie par le joueur dans son Registre. Une Magiphrase est composée de 1 à 13 mots, en fonction de la puissance du Verbemage qui la prononce.
LOGOS étant un multivers, tous les genres (méd-fan, SF, horreur, contemporain…) peuvent être intégrés au Magiverse, même si le point de départ est le fantastique contemporain. Face aux Verbemages, qui contribuent à propager le Logos, se dresse notamment la Main, une faction mystérieuse qui vise à répandre l'Aphasie, la force la plus opposée à l'énergie du Logos. La quête des Verbemages les conduira à découvrir le Magiverse, une infinité de mondes structuré par 13 Lettres-Mères. De ces 13 Emanations sont nées les Voix, les spécialisations magiques des Verbemages, qui ont chacune leur propre vision et utilisation de la magie.
Il est également possible d'incorporer LOGOS dans d'autres jeux de rôle en utilisant seulement le système de magie. Le mot LOGOS est d'ailleurs également un acronyme signifiant : Language Oriented Gaming Operating System.

## Distinction
LOGOS a été finaliste du Graal d'Or 2023.

## Éditions

### 1ere édition chez Argyx Games /Les XII Singes
- Livre de base (224 p.)
- Supplément Demiurgia, la campagne des Lettres-Mères (64 p.) avec écran du MJ
- Deck de cartes du MJ et du joueur.